# Schouw (haard)

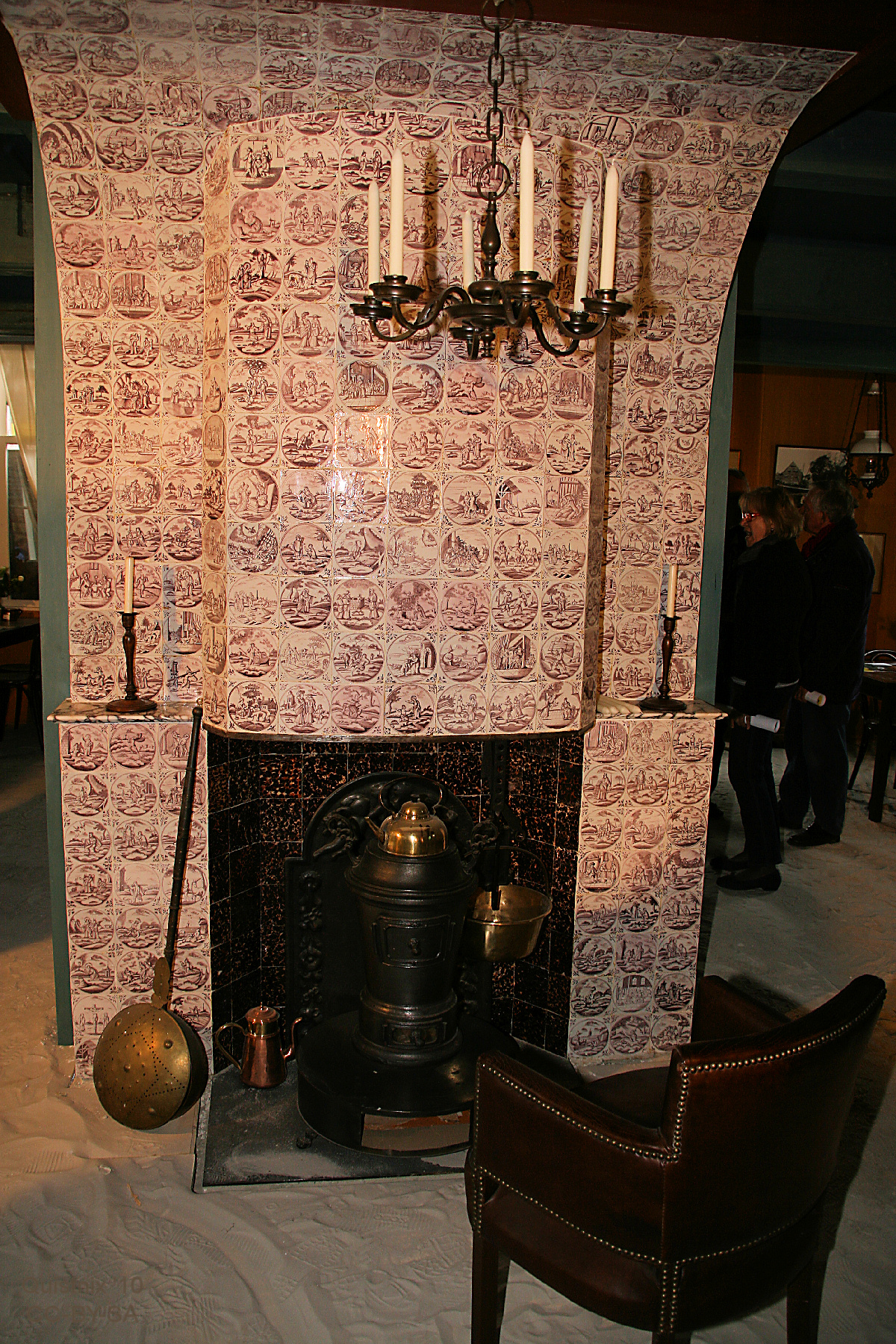
Smuiger in De Waakzaamheid in Koog aan de Zaan

Een schouw is een stookplaats met daarboven een kap waarin de rook afkomstig van het vuur wordt opgevangen. Voor de introductie van de schouw bevond zich ergens in het dak een gat waardoor de rook van het haardvuur naar buiten werd afgevoerd, of verdween de rook door de kieren tussen de dakpannen.
De kap (schoorsteenboezem of -mantel) helpt mee de warmte van het vuur in de kamer te verspreiden, terwijl de rook toch gemakkelijk de ruimte waarin wordt gestookt kan verlaten. Een schouw is gemaakt van materiaal dat tegen hoge temperaturen kan. In huizen van welgestelden was de schouw vaak een pronkstuk vervaardigd uit gebeeldhouwde steen zoals marmer, of bekleed met geglazuurde tegels. In de Zaanstreek en soms daarbuiten vindt men de smuiger, een bepaald type betegelde schouw.
De open haard onder een schouw is in veel huizen naderhand vervangen door een kachel, waarbij de kap gehandhaafd bleef. Deze werd aangepast en aangesloten op de rookafvoer van de kachel en functioneerde daarna verder als schoorsteen. De schouw was met de komst van de kachel niet meer noodzakelijk, maar het was een centraal onderdeel van het interieur geworden waaraan men waarde hechtte. Kachels werden om die reden vaak niet rechtstreeks op een schoorsteenpijp aangesloten, maar met een constructie die uiterlijk leek op de vertrouwde schouw. Men spreekt dan van een schoorsteenmantel.
Weer later werd de centrale verwarming ingevoerd en werd de schouw niet meer dan een ornament in de kamer.

## Zie ook

Afbeeldingen
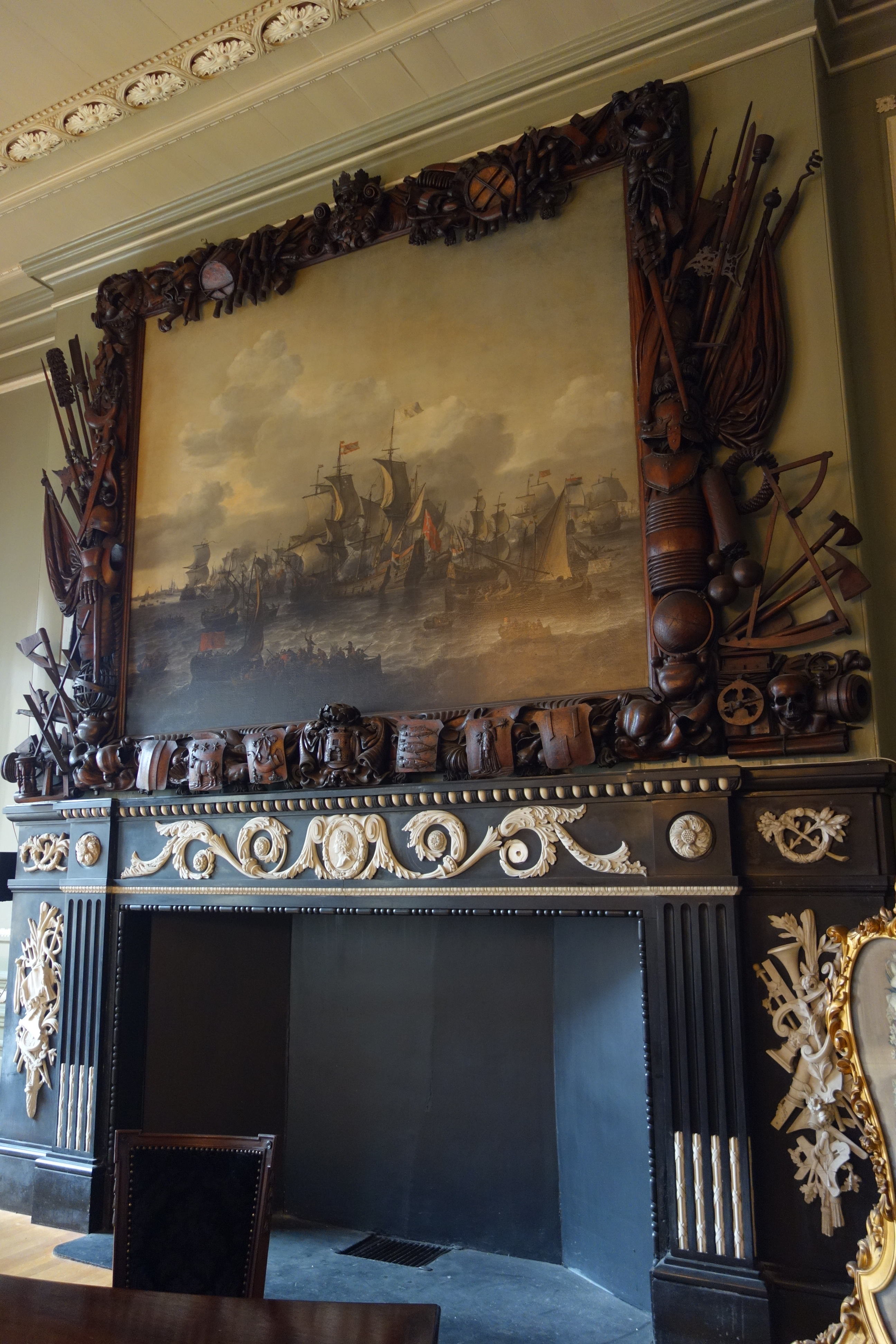
Open haard in de Ceciliakapel van het Statenlogement, Hoorn
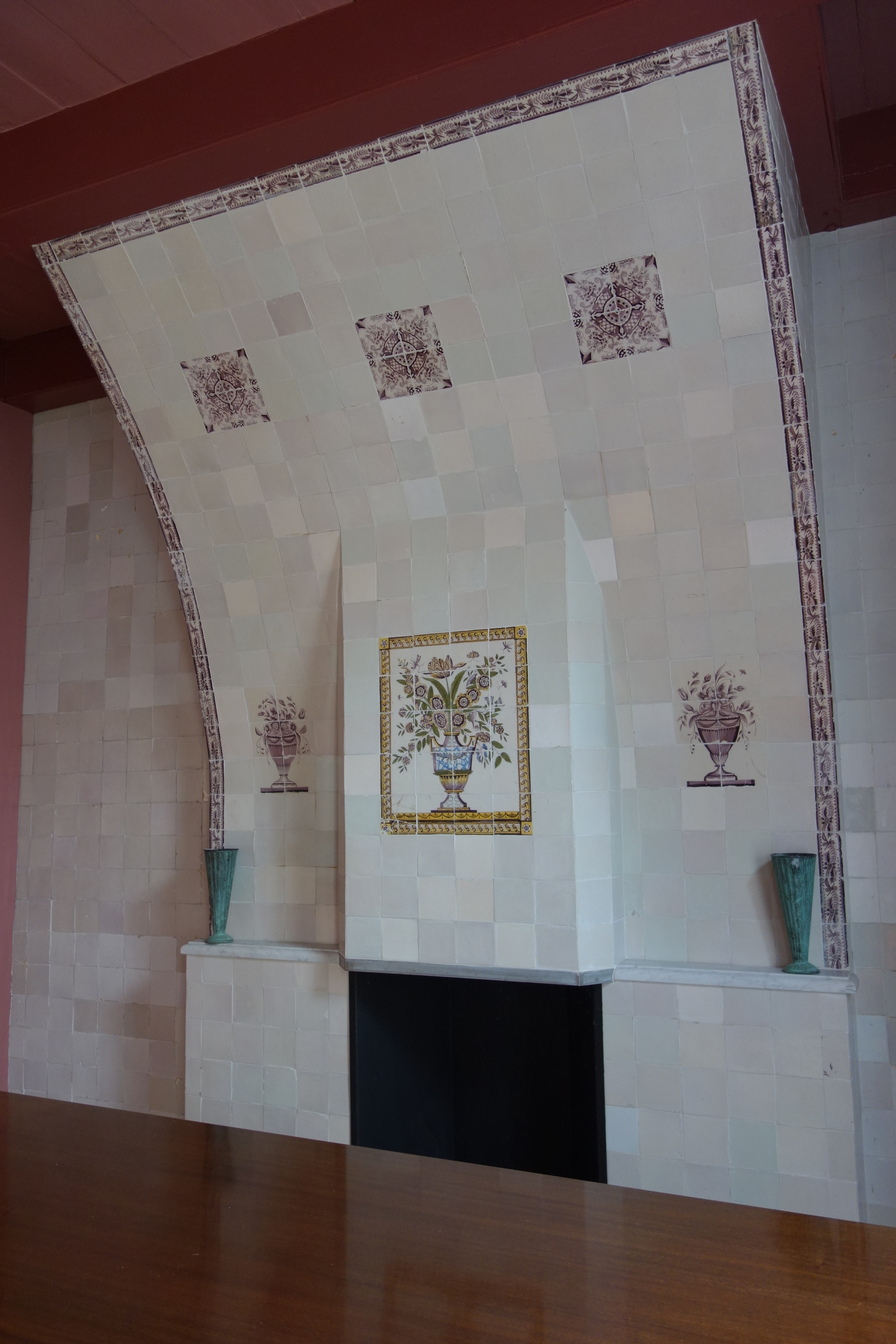
Bovenzijde van een smuiger in de Kerkmeijerzaal in voornoemde Statenlogement
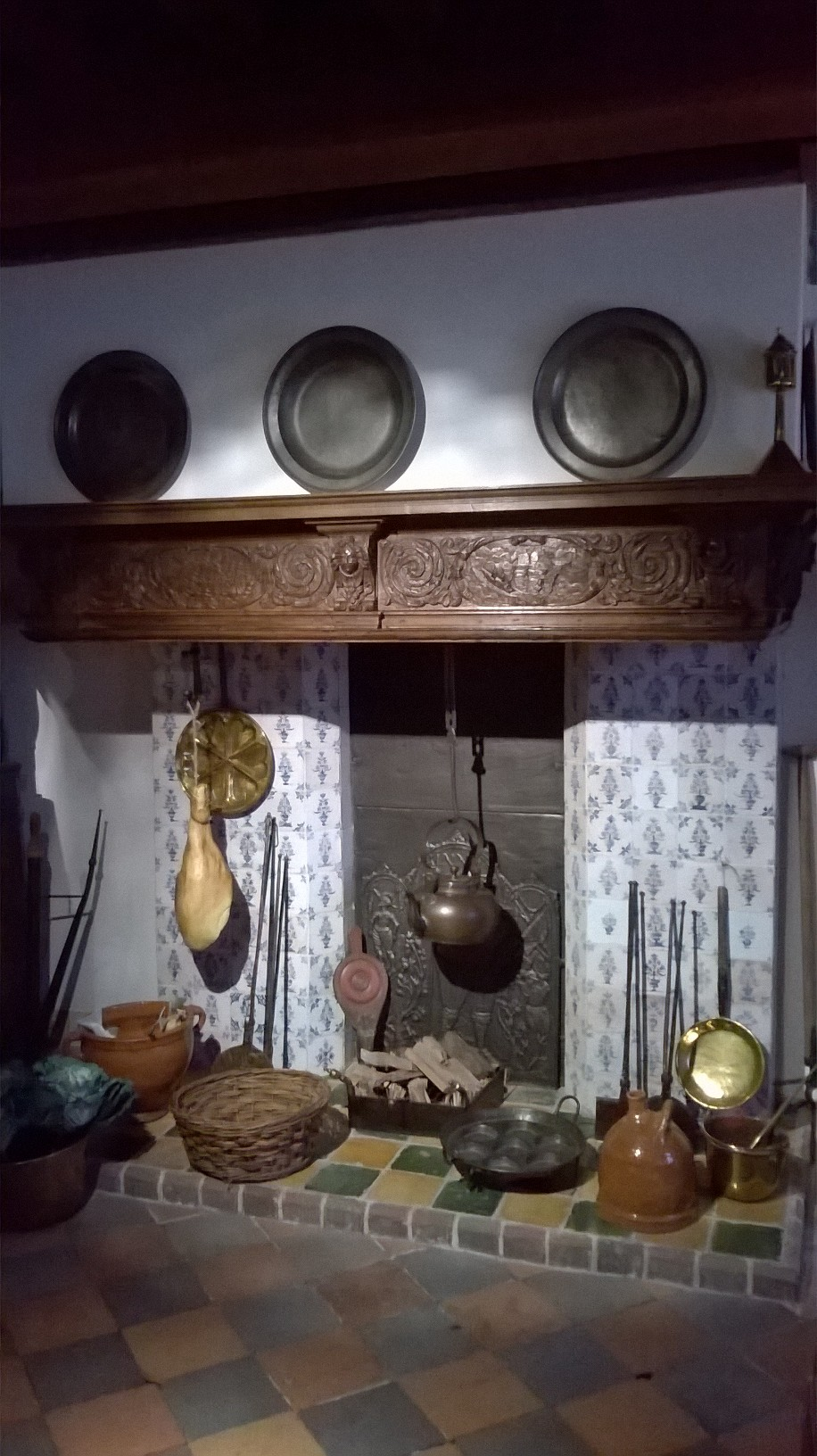
Schoorsteenmantel uit de Hoofdtoren, nu in het Westfries Museum
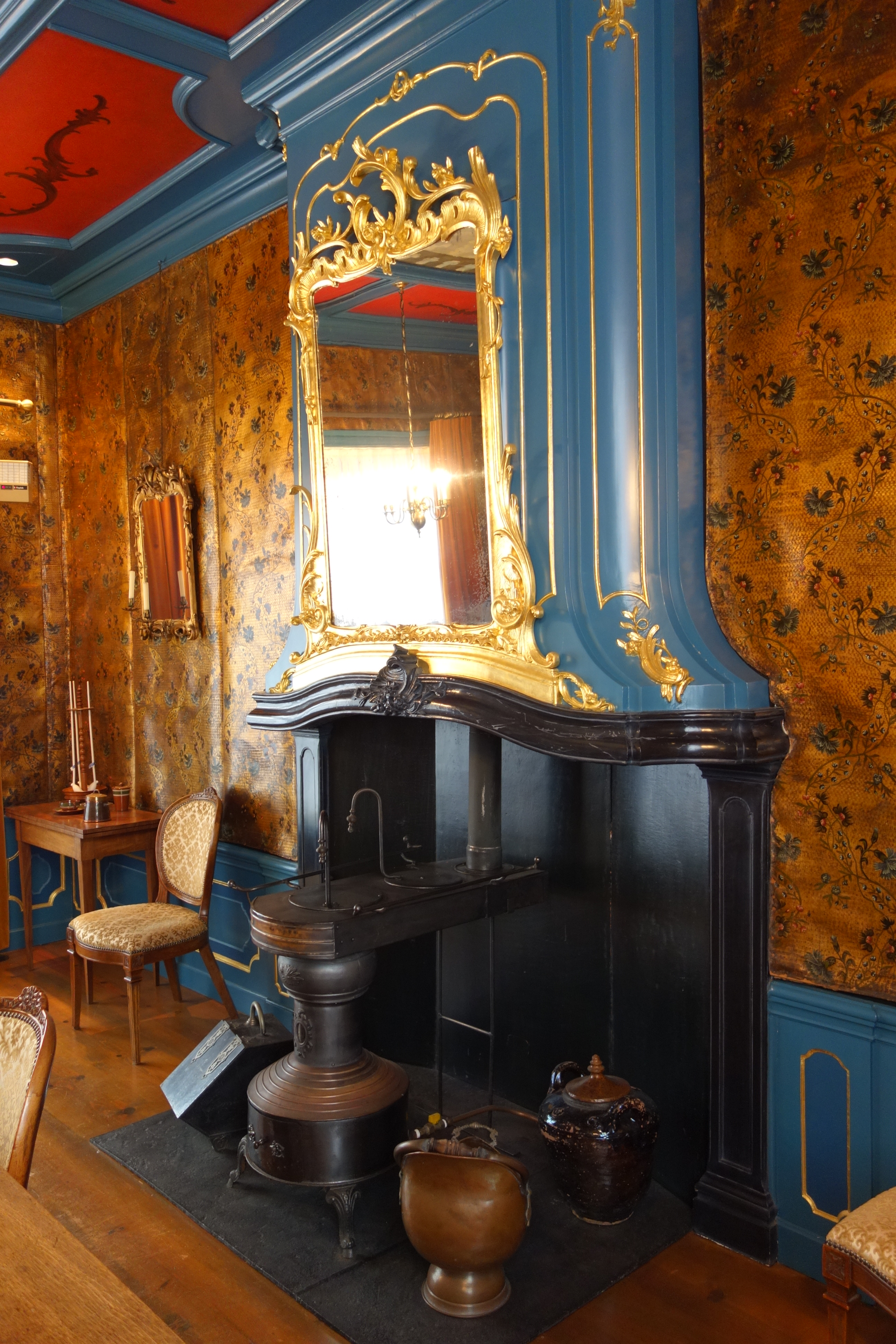
Schoorsteenmantel in de Regentenkamer van het Sint-Pietershof te Hoorn